# John Brown’s Body (poemat epicki)
John Brown’s Body – poemat epicki amerykańskiego poety Stephena Vincenta Benéta z 1928 roku.

## Charakterystyka ogólna
Poemat John Brown’s Body został opublikowany w 1928 roku. Utwór składa się z ośmiu ksiąg i ma około 15 tysięcy wersów. Praca nad nim trwała przez prawie dwa lata. Historia jego powstania rozpoczęła się w 1925 roku, kiedy poeta zwrócił się do Fundacji Guggenheima z propozycją napisania pełnowymiarowego poematu o tematyce historycznej. Poprosił o stypendium w wysokości 2,5 tysiąca dolarów (wartych wielokrotnie więcej niż obecnie), potrzebne do utrzymania siebie i rodziny w trakcie zbierania materiałów i pisania tekstu. Epos powstawał w Paryżu, gdzie autor przeniósł się, żeby obniżyć koszty codziennego życia. John Brown’s Body, pomyślany jako epos narodowy, okazał się sukcesem i wyniósł czasowo Stephena Vincenta Benéta na pozycję najwybitniejszego poety amerykańskiego. W ciągu dwóch pierwszych lat po ogłoszeniu utworu, sprzedano 130 000 egzemplarzy, co było niespotykanym dotąd rekordem. Czytelnicy od początku uważali poemat za epos, choć sam autor miał opory przed stosowaniem tego prestiżowego określenia. Zamiast niego używał terminu cyclorama. Utwór jest opatrzony dedykacją: To My Mother and to the Memory of My Father (Mojej matce i pamięci mojego ojca). Za poemat John Brown’s Body Stephen Vincent Benét otrzymał w 1929 Nagrodę Pulitzera.

## Forma
Utwór nie jest jednorodny pod względem formalnym, wersyfikacyjnym. Został napisany głównie wierszem jambicznym, przeważnie pięciostopowym, ułożonym w strofy w większości dwuwersowe i czterowersowe, lub dłuższe akapity. Dystychy mają rym styczny aa, zaś czterowiersze rymują się według schematu przeplatanego abab.
American muse, whose strong and diverse heart
So many men have tried to understand
But only made it smaller with their art,
Because you are as various as your land,
As mountainous-deep, as flowered with blue rivers,
Thirsty with deserts, buried under snows,
As native as the shape of Navajo quivers,
And native, too, as the sea-voyaged rose.
W główny tok wiersza wplecione są zwrotki o innej budowie wersyfikacyjnej. Ta pięciowersowa zwrotka jest ułożona wierszem anapestycznym: sSssSs/sSssS.
Since I was begotten
My father's grown wise
But he has forgotten
The wind in the skies.
I shall not grow wise.
Modlitwa Johna Browna jest napisana jambicznym czterostopowcem i trójstopowcem. Wersy nieparzyste są czterostopowe (sSsSsSsS), a wersy parzyste trójstopowe (sSsSsS). Taka budowa jest typowa dla ewangelickiej hymnografii (common measure).
Omnipotent and steadfast God,
Who, in Thy mercy, hath
Upheaved in me Jehovah's rod
And his chastising wrath,
For fifty-nine unsparing years
Thy Grace hath worked apart
To mould a man of iron tears
With a bullet for a heart.
W niektórych zwrotkach można zaobserwować użycie aliteracji, czyli współbrzmienia początkowego:
Where the skyscrapers lift their foggy plumes
Of stranded smoke out of a stony mouth
You are that high stone and its arrogant fumes,
And you are ruined gardens in the South
The patchwork colors, fading from the first,
And all the fire that fretted at the will
With such a barren ecstasy of thirst.
Mustangs with coats the color of crude gold.

## Bohater

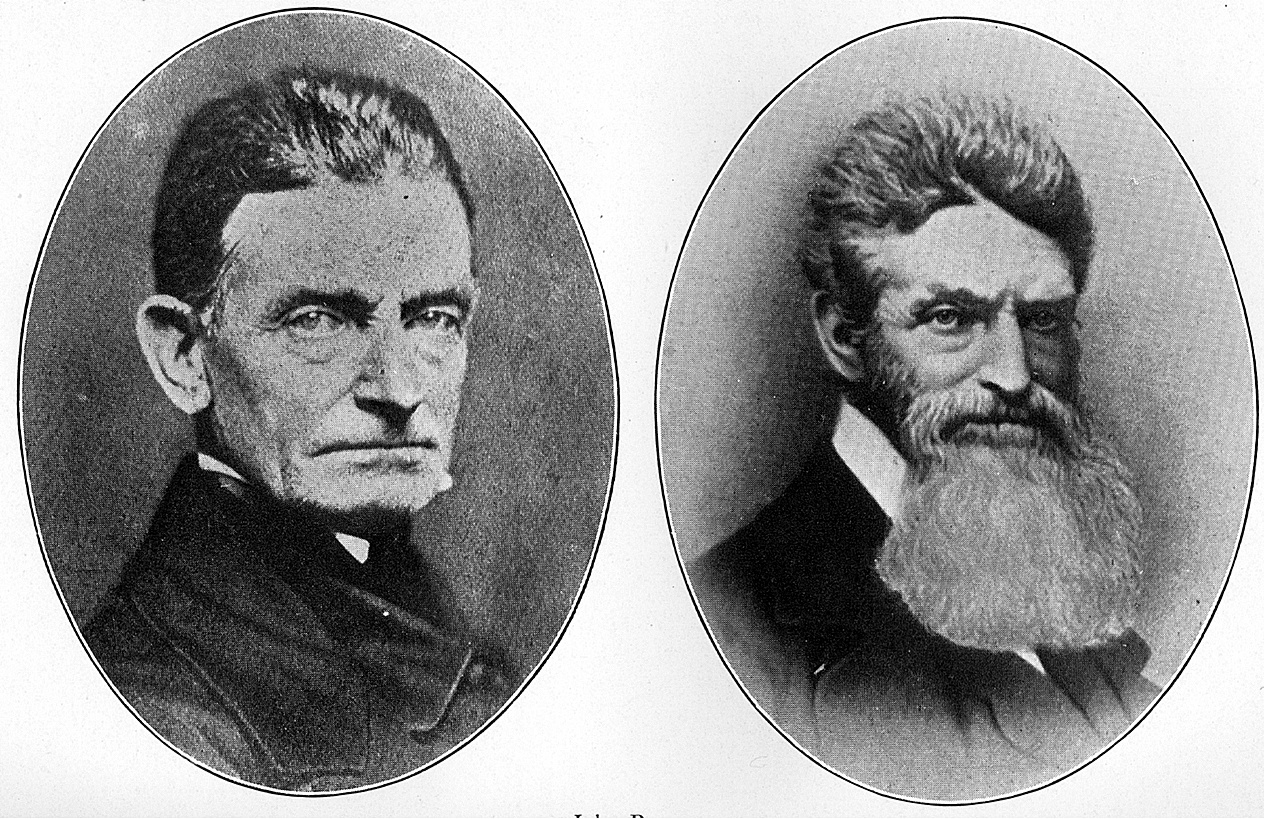
John Brown

Tytułowym bohaterem jest John Brown, jedna z najbardziej kontrowersyjnych postaci w historii Stanów Zjednoczonych. Dla jednych był i jest szlachetnym bojownikiem o wolność dla niewolników, dla innych fanatykiem i zbrodniarzem. Dnia 16 października 1859 roku John Brown poprowadził swoich ludzi do ataku na federalny arsenał. Jego oddział został pokonany przez Roberta E. Lee. Ranny John Brown został wzięty do niewoli, oskarżony o zdradę stanu i zbrojny bunt, skazany na śmierć i powieszony. Wyrok wykonano 2 grudnia 1859 roku. Jego proces odbił się echem na całym świecie, czego przejawem w Polsce jest powszechnie znany wiersz Do obywatela Johna Brown Cypriana Kamila Norwida.

## Treść
Tematem poematu jest historia Stanów Zjednoczonych z lat przed i w czasie wojny secesyjnej. Treść poematu obejmuje wydarzenia od ataku Johna Browna na Harper’s Ferry do kapitulacji generała Lee w Appomattox. Tytuł poematu pochodzi od tytułu popularnej w czasie wojny secesyjnej pieśni „John Brown’s Body”. Pierwszy wers pieśni ma następujące brzmienie: John Brown’s body lies a-mouldering in the grave. Autor zastrzegał, że w sferze faktów trzymał się historii, natomiast jeśli chodzi o myśli i uczucia bohaterów, był zdany na własną intuicję. Wątki fikcyjne przeplata z historycznymi, omawiając główne bitwy wojny domowej.

## Wersja sceniczna
Poemat Stephena Vincenta Benéta doczekał się wkrótce scenicznej adaptacji, sporządzonej przez brytyjskiego aktora i reżysera w jednej osobie Charlesa Laughtona. Sztuka została wystawiona po raz pierwszy w 1953 i była pokazywana w całych Stanach Zjednoczonych.